# 波特斯
波特斯，是西班牙坎塔布里亚的一个市镇。总面积8平方公里，总人口1557人（2001年），人口密度195人/平方公里。